# Klępnica
Klępnica (deutsch Glietzig, früher Glützig, Glüzig oder Gliezig) ist ein Dorf in der polnischen Woiwodschaft Westpommern. Es gehört zur Gmina Łobez (Stadt- und Landgemeinde Labes) im Powiat Łobeski (Labser Kreis).

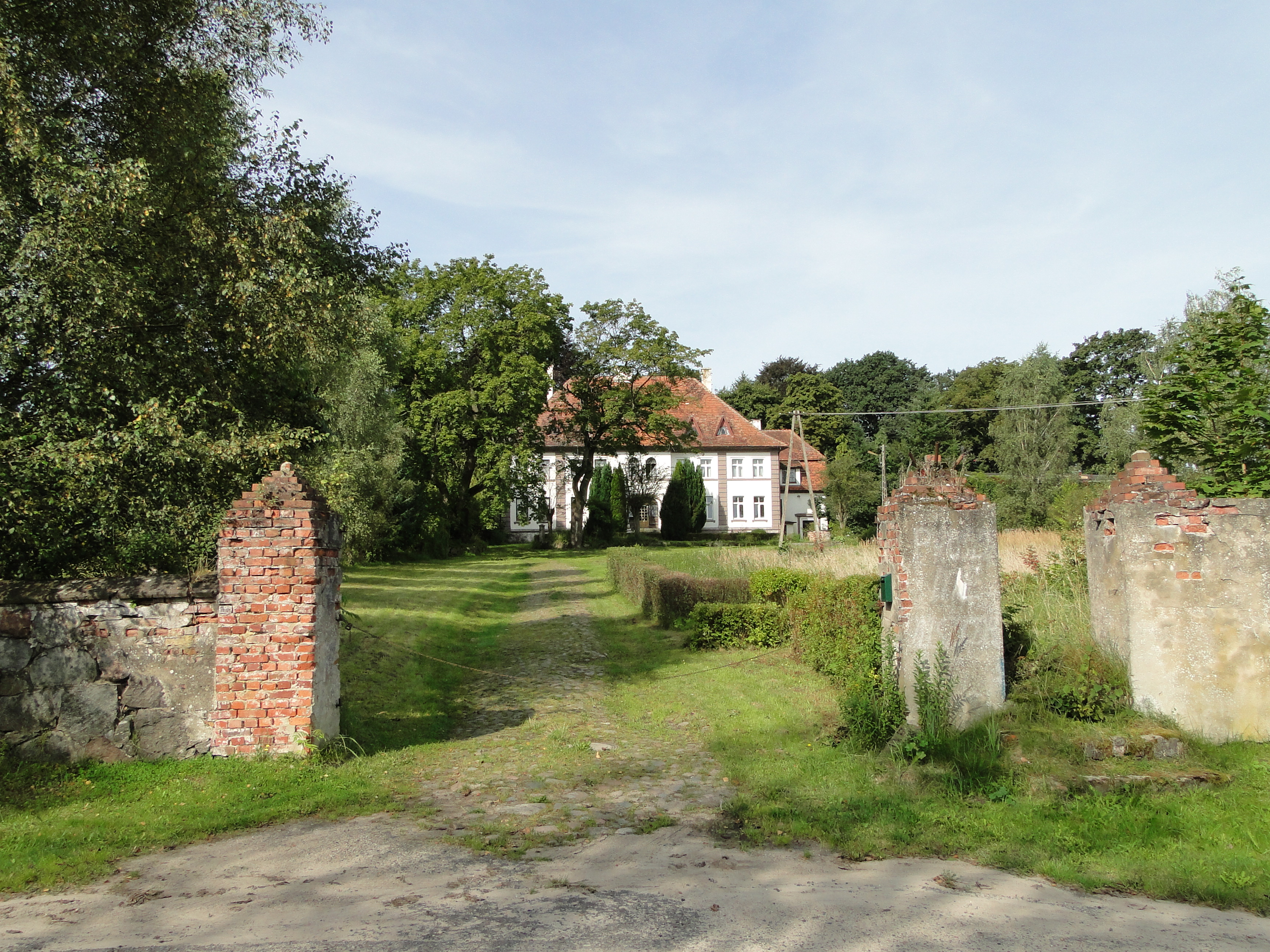
Ehemaliges Gutshaus Glietzig (2017)

## Geographische Lage
Das Dorf liegt in Hinterpommern, an der Rega und dem Glietziger See, etwa 17 Kilometer ostsüdöstlich der Stadt Resko (Regenwalde), elf Kilometer nördlich der Stadt Łobez (Labes) und vier Kilometer nordöstlich des Dorfs Bełczna (Neukirchen).

## Geschichte
Der Gutsbezirk war ehemals ein altes pommersches Lehen der in Hinterpommern alteingeborenen Familie Borcke, das aus den drei Anteilen A, B und C bestand. Glietzig B, ein Vorwerk, war durch einen Vergleich vom 18. November 1764 pfandweise bis 1792 Christian Trappe überlassen worden. Glietzig A und C bildeten ein Rittergut, jedoch mit der Einschränkung, dass die ständischen Vorrechte nur an den Anteil C geknüpft waren. Die Vasallen-Tabelle von 1804 nennt Johan Carl von Borcke als Besitzer von Glietzig A. Im Jahr 1871 sind die Güter A und C an Trapp, den Besitzer von Glietzig B, übergegangen. 1884 wird Gottlieb Trapp als Besitzer des 178 Hektar umfassenden Ritterguts Glietzig genannt. Bei der Volkszählung 1885 wurde zwischen dem Gut Glietzig A und B und dem Gut Glietzig C unterschieden.
Am 1. April 1927 betrug die Flächengröße des Ritterguts Glietzig A und B 293 Hektar, und am 16. Juni 1925 hatte der Gutsbezirk 146 Einwohner, während das Rittergut Glietzig C 239 Hektar umfasste und 32 Einwohner hatte.
Am Anfang der 1930er Jahre hatte die Gemarkung der Landgemeinde Glietzig eine Flächengröße von 7,9 km², und im Gemeindegebiet standen insgesamt 34 bewohnte Wohnhäuser an drei verschiedenen Wohnstätten:
1. Albrechtshof
2. Bahnhof Glietzig
3. Glietzig

Im Jahr 1945 gehörte Glietzig zum Landkreis Regenwalde im Regierungsbezirk Köslin der preußischen Provinz Pommern des Deutschen Reichs. Glietzig war dem Amtsbezirk Neukirchen zugeordnet.
Gegen Ende des Zweiten Weltkriegs wurde die Region im Frühjahr 1945 von der Roten Armee besetzt. Nach Beendigung der Kampfhandlungen wurde Glietzig zusammen mit ganz Hinterpommern seitens der sowjetischen Besatzungsmacht der Volksrepublik Polen zur Verwaltung überlassen. Danach begann die Zuwanderung von Polen. Glietzig wurde unter der Ortsbezeichnung ‚Klępnica‘ verwaltet. In der Folgezeit wurde die einheimische Bevölkerung von der polnischen Administration aus Glietzig und dem Kreisgebiet vertrieben.

### Demographie
| Jahr | Einwohner | Anmerkungen |
| ---- | --------- | --- |
| 1782 | –         | adliger Gutsbezirk mit drei Anteilen, an einem See, mit drei Vorwerken, einer Wassermühle und zehn Feuerstellen (Haushaltungen)                                    |
| 1818 | 85        | Dorf und Wassermühle, adlige Besitzung |
| 1825 | 85        | Dorf |
| 1852 | 167       | Dorf |
| 1864 | 201       | am 3. Dezember, im Gemeinde- und Gutsbezirk zusammen |
| 1867 | 229       | am 3. Dezember, davon 118 im Dorf, 75 im Gutsbezirk A und C und 36 im Gutsbezirk B                                                                                 |
| 1871 | 233       | am 1. Dezember, davon 85 im Dorf (84 Evangelische, ein Katholik), 113 im Gutsbezirk A und C (sämtlich Evangelische) und 35 im Gutsbezirk B (sämtlich Evangelische) |
| 1910 | 286       | am 1. Dezember, davon 128 im Dorf, 99 im Gutsbezirk Glietzig A und B und 59 im Gutsbezirk Glietzig C                                                               |
| 1925 | 296       | darunter 285 Evangelische und drei Katholik |
| 1933 | 262       | [ 15 ] |
| 1939 | 253       | [ 15 ] |